# Corro
Pour l’article ayant un titre homophone, voir Korro.
Corro est une commune ou une contrée appartenant à la municipalité de Valdegovía dans la province d'Alava, située dans la Communauté autonome basque en Espagne.